# Decker Dean
Decker Dean (* 8. August 2000 in Steamboat Springs, Colorado) ist ein US-amerikanischer Skispringer.

## Werdegang

### Jugend
Dean wurde am 8. August 2000 in Steamboat Springs in den Vereinigten Staaten von Amerika geboren. Die Gegend in Colorado, in welcher er aufwuchs, ist bekannt für den Skisprung. Er war seit seiner Jugend im Steamboat Springs Winter Sports Club, einem Wintersportverein aus Steamboat Springs. Dort machte er seine Kontakte zum Skispringen.

### Erste internationale Erfahrungen
Sein internationales Debüt gab Dean am 27. Januar 2017 im Alter von 17 Jahren. Er sprang dort im FIS-Cup auf der Eau Claire - Silver Mine Hill-Schanze in den USA. Dean belegte bei seinem Debüt einen 37. Platz. Im Sommer wurde Dean immer besser, so belegte er bei einem Sommerspringen in Planica 2017 den fünften Platz. Er nahm im Winter 2018 auch an der FIS-Junioren Weltmeisterschaft teil. Der US-Amerikaner sprang weiter im FIS Cup. Am 8. September 2018 gab er in Russland sein Grand-Prix-Debüt und wurde dort mit der Mannschaft Siebter.

### Continental-Cup-Debüt
Am 22. September 2018 nahm Dean das erste Mal an einem Skisprung-Continental-Cup teil. Beim Sommerspringen im polnischen Zakopane wurde er 62. Bis in das Jahr 2019 sprang Dean im Continental-Cup und im FIS Cup, wo er nur selten Punktgewinnen erzielen konnte.

### Erste Weltcup-Versuche und Sturz
Dean gab sein Weltcup-Debüt in der Saison 2019/20 im polnischen Wisła am 22. November 2019, stürzte allerdings in der Qualifikation schwer. Er verkantete sich bei der Landung, stürzte auf seinen Arm und seine Schulter und zog sich dabei einen Labrumriss zu. Dean konnte sich schnell regenerieren, sodass er schon Anfang 2020 wieder an Wettkämpfen teilnehmen konnte. Er sprang weiter im Continental-Cup und im FIS Cup, wo er keine größeren Erfolge verbuchen konnte. Bei den Nordischen Junioren-Skiweltmeisterschaften im deutschen Oberwiesenthal belegte Dean Rang 21.
Bei der Vierschanzentournee 2020/21 stieg Dean beim zweiten Springen in Garmisch-Partenkirchen ein. Er konnte sich zwei Mal qualifizieren und schloss mit 178,4 Punkten die Tournee auf dem 59. Platz ab. Seinen ersten Podestplatz im Continental Cup hatte Dean am 6. Februar 2021 in Willingen, wo er Zweiter wurde. Bei den Weltmeisterschaften 2021 in Oberstdorf belegte er Platz 33 von der Normalschanze. Mit der US-amerikanischen Herren-Mannschaft wurde er Zehnter und mit der Mixed-Mannschaft Zwölfter.
Ebenfalls in Willingen erreichte er beim Weltcup-Springen am 29. Januar 2022 den 26. Rang und errang damit seine ersten Punkte in diesem Wettbewerb. Bei den Olympischen Winterspielen 2022 in Peking wurde er auf der Normalschanze 44. und von der Großschanze 45. Mit dem US-amerikanischen Herrenteam wurde er im Mannschaftswettbewerb Zehnter.

## Statistik

### Weltcup-Platzierungen
| Saison  | Platz | Punkte |
| ------- | ----- | ------ |
| 2021/22 | 066.  | 008    |

### Grand-Prix-Platzierungen
| Saison | Platz | Punkte |
| ------ | ----- | ------ |
| 2022   | 059.  | 014    |

### Continental-Cup-Platzierungen
| Saison  | Sommer | Sommer | Winter | Winter | Gesamt | Gesamt |
| Saison  | Platz  | Punkte | Platz  | Punkte | Platz  | Punkte |
| ------- | ------ | ------ | ------ | ------ | ------ | ------ |
| 2018/19 | –      | –      | 109.   | 005    | 138.   | 005    |
| 2019/20 | –      | –      | 111.   | 001    | 165.   | 001    |
| 2020/21 | –      | –      | 033.   | 134    | 033.   | 134    |
| 2021/22 | –      | –      | 068.   | 036    | 099.   | 036    |

### Vierschanzentournee
| Saison  | Platz | Punkte |
| ------- | ----- | ------ |
| 2020/21 | 59.   | 178,4  |